# ميلاني دي سالينياك
كانت ميلاني دي ساليناك (1741-1763)  موسيقية فرنسية عمياء ذُكرت إنجازاتها في مواجهة إعاقتها في روايات ديدرو.
ولدت في Château de Mons (Charente-Maritime)، ابنة الممول بيير فاليه دي ساليناك وماري جين إليزابيث فولاند، التي كانت أخت صوفي فولاند. كان شقيقها الأكبر هو السياسي Nicolas-Thérèse Vallet de Salignac .
ولدت عمياء قبل اختراع طريقة برايل في عام 1829 بوقت طويل، لكنها علمت نفسها القراءة باستخدام حروف مقطوعة من البطاقات وحققت الكثير من خلال حاسة اللمس. ابتكرت نسخة ملموسة من تدوين الموسيقى، والتي استخدمتها لقراءة المؤلفات الموسيقية والمراسلة مع الأصدقاء.
كتب ديدرو عن إنجازاتها في "إضافته إلى الرسالة الخاصة بالمكفوفين".  وأشار إلى أنها تعلمت بعض علوم الجبر والهندسة والجغرافيا وعلم الفلك. كانت تكتب عن طريق وخز دبوس على قطعة من الورق الممدودة وتقرأ الكتب التي طبعت خصيصًا لها. كما قامت أيضًا بالخياطة ولعب ألعاب الورق. لقد استلهم أفكاره من مهاراتها وكان يعتقد أن الأشخاص المكفوفين يجب أن يتم تعليمهم على أساس مهاراتهم الموجودة، وليس على أساس افتقارهم إلى البصر.